# Schloss Edla

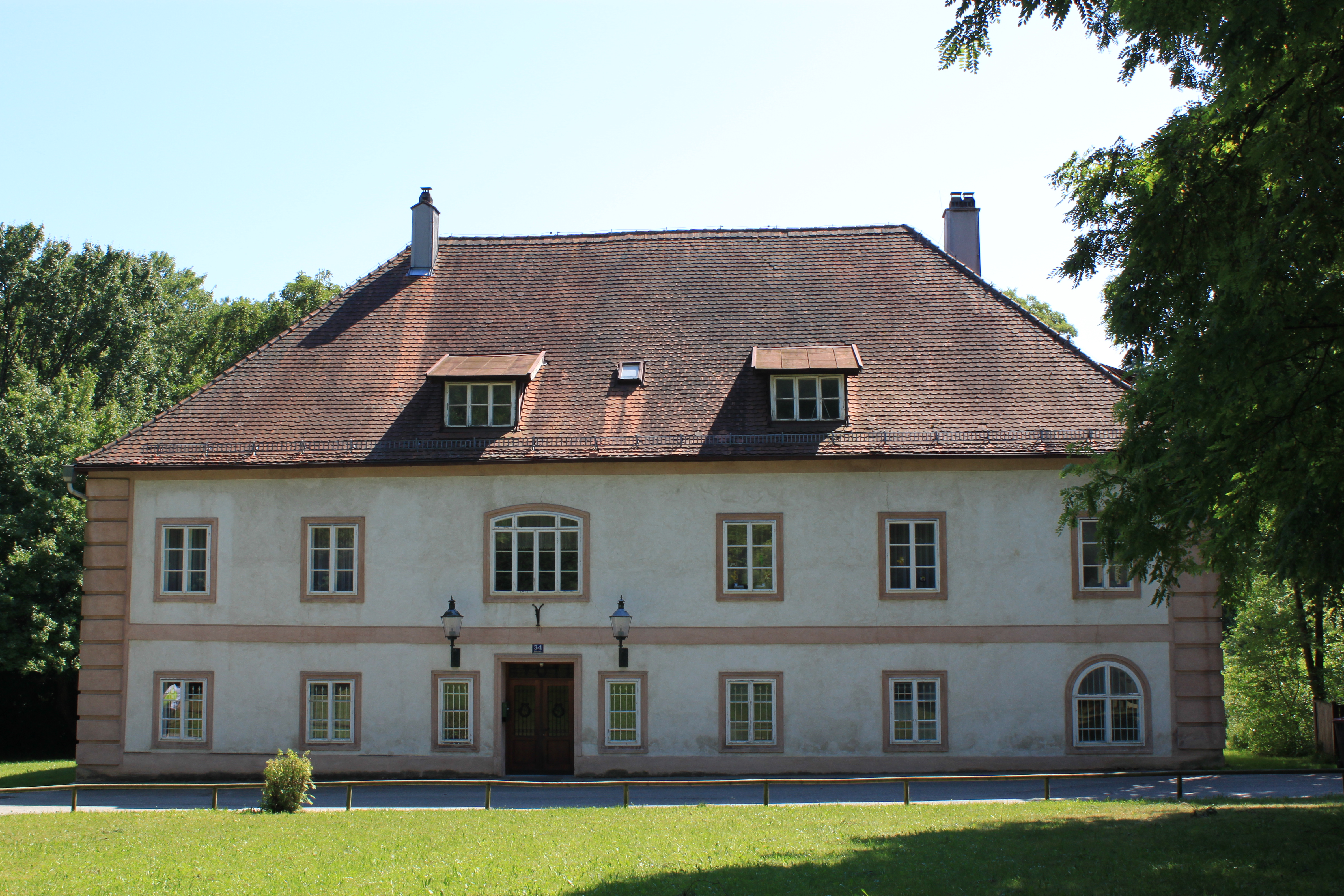
Schloss Edla

Das Schloss Edla steht von einem weiten Park umgeben im nordwestlichen Stadtrandbereich in der Edlastraße Nr. 34 der Stadtgemeinde Amstetten im Bezirk Amstetten in Niederösterreich. Die Schloss steht unter Denkmalschutz (Listeneintrag).

## Geschichte
Sylvester Allinger erbaute 1534 das Neue Schlössl und übersiedelte vom Freisitz Amstetten nach Edla. Es folgten danach wechselnde Besitzer. Das Schloss ging 1938 an die Gemeinde Amstetten, wurde nach 1945 restituiert und schlussendlich abermals an die Gemeinde verkauft.
Das im Kern aus dem 16. Jahrhundert stammende Schloss wurde mehrfach baulich verändert.

## Architektur
Der schlichte zweigeschoßige kubische rechteckige Bau unter einem Walmdach hat südseitig einen jüngeren zweiachsigen Vorbau und zeigt eine Fassade mit Rundbogen- und Rechteckfenstern und eine Eckquadrierung. Im Erdgeschoß zeigt ein Flur noch Reste einer Stichkappentonne mit Graten.
Unmittelbar daneben befindet sich ein ehemaliger Schüttkasten mit Walmdach und Schlitzfenster mit einer Fassade um 1800.

## Nutzung
Das Schloss diente als Museum für die Waffensammlung Urschitz (heute im Schloss Ulmerfeld untergebracht) und als Musikschule. Seit 2016 sucht die Gemeinde eine neue Nutzung für das in Sanierung befindliche Schloss.